# Informel

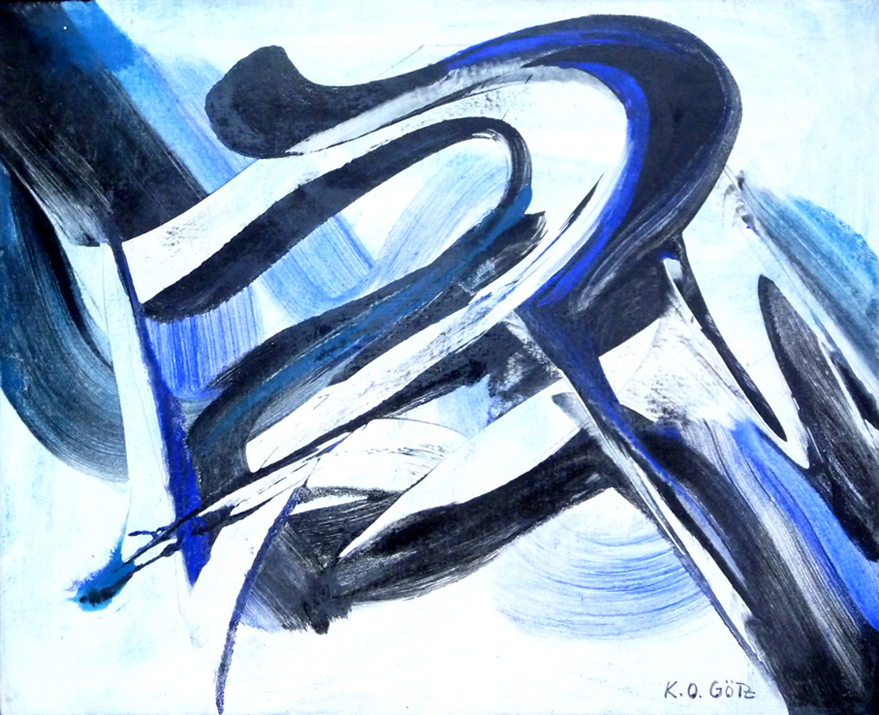
K.O. Götz, 1954

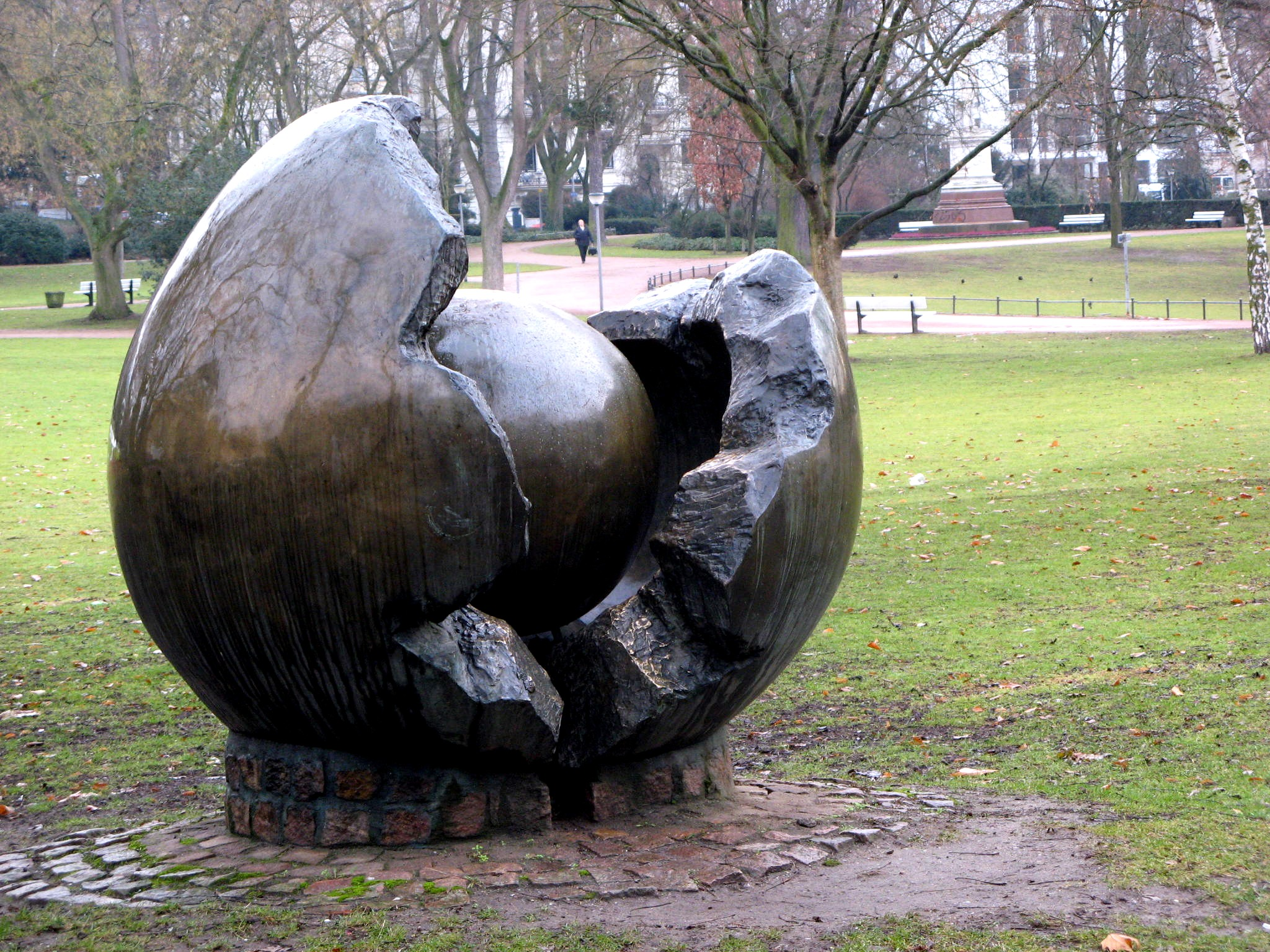
France Rotar, Skulptur Leben am Warmen Damm, Wiesbaden, 1981 aufgestellt

Das Informel (Aussprache [ɛ̃fɔrˈmɛl], auch: informelle Kunst, informelle Malerei, Informalismus, von französisch art informel)  ist ein Sammelbegriff für die Stilrichtungen der abstrakten (im Sinne von nicht-geometrischen, gegenstandslosen) Kunst in den europäischen Nachkriegsjahren, die ihre Ursprünge im Paris der 1940er und 1950er Jahre hat.

## Begriff
Der Begriff Informel bezeichnet „keinen einheitlichen Stil, sondern charakterisiert eine künstlerische Haltung, die das klassische Form- und Kompositionsprinzip ebenso ablehnt wie die geometrische Abstraktion“. Konstitutiv ist das „Prinzip der Formlosigkeit“ im „Spannungsfeld von Formauflösung und Formwerdung“. Der Begriff fasst verschiedene abstrakte Strömungen der europäischen Nachkriegskunst zusammen. Nach Rolf Wedewer umschließt er „zwei differente Ausdrucksweisen – das Gestische und die Texturologien“.
Namensgeber war der Kunstkritiker Michel Tapié, der den Namen art informel für eine Pariser Ausstellung im Studio Facchetti im November 1951 mit dem Titel Signifiants de l’informel geprägt hat. Kurze Zeit später, im November 1952, fand ebenfalls im Studio Facchetti die berühmte Ausstellung von Tapié mit dem Titel Un art autre statt, in der fast alle wichtigen Künstler der Bewegung vertreten waren. Vornehmlich in der Frühzeit war auch die Bezeichnung Tachismus üblich, ein von dem Kunstkritiker Pierre Guéguen geprägter Begriff. Ein weiterer synonymer Begriff ist Lyrische Abstraktion, der von Georges Mathieu in Verbindung mit der École de Paris 2 geprägt wurde. Parallel zum Informel entwickelte sich in den USA der Abstrakte Expressionismus.

## Entwicklung und Charakteristik

### Entstehung
Das Informel bildete sich in Paris als Gegenpol zur geometrischen Abstraktion, die auch von der École de Paris vertreten wurde. Als direkte Wegbereiter des Informel gelten die damals in Paris ansässigen Künstler Wols, Jean Fautrier und Hans Hartung, der seinerseits von Wassily Kandinsky und Paul Klee beeinflusst war. Daneben werden als bedeutende Anreger des deutschen Informel auch Willi Baumeister, Ernst Wilhelm Nay, Theodor Werner und Fritz Winter genannt. Nicht nur Anreger, sondern einer der frühen Vertreter war Carl Buchheister. Als eher indirekter Ahn und Impulsgeber wird Claude Monet mit seinen Seerosenbildern angesehen.

### Charakteristik
Informel wird als Sammelbegriff für diejenigen Kunstausprägungen verwendet, die sich „auf die nicht-geometrische Traditionslinie abstrakter Malerei“ gründet. Zu seinen Merkmalen zählen die Formlosigkeit und die Spontaneität bei der künstlerischen Produktion. Farbe und andere bildnerische Materialien werden autonom eingesetzt. Der Arbeitsprozess unterliegt keinen starren Regeln, er folgt auch, wie im Surrealismus, Prozessen des Unbewussten.

„Informel ist innerhalb des 20. Jahrhunderts die Phase II der malerischen Abstraktion. Informel hat das Testament Kandinskys vollstreckt, ist jedoch nicht sein Epigone geworden. Informel wurde seine Metamorphose.“

### Strömungen und Parallelen
Tachismus und Informel werden oft gleichgesetzt und gelten als europäisches „Pendant“ zum US-amerikanischen abstrakten Expressionismus, der sich in den 1940er Jahren getrennt vom europäischen Kunststil entwickelte und mit den Stilvarianten des Action Painting und der Farbfeldmalerei (Colour Field Painting) hervortrat; die Stilrichtung des Hard Edge wird teilweise auch dazu gerechnet.
Nahe Verwandtschaft zum Informel zeigen viele Künstler der Art brut (Rohe Kunst) und der Outsider Art.

### Informel in Deutschland
Ab 1952 etablierte sich das Informel in Deutschland. Eine der ersten Ausstellungen, die verschiedene deutsche informelle Künstler zeigte, war die 1952 in der Frankfurter Zimmergalerie Franck stattfindende Ausstellung „Quadriga“. Arbeiten von Karl Otto Götz, Bernard Schultze, Otto Greis und Heinz Kreutz zeigten die verschiedenen informellen Ansätze, die von einem spontanen Malgestus bis zu völlig durchdachten Kompositionen reichen. Es folgten weitere Informel-Ausstellungen wie die der Gruppe ZEN 49.
Quadriga und die in Düsseldorf gebildete Gruppe 53 um Gerhard Hoehme, Winfred Gaul und Peter Brüning sowie die Düsseldorfer Galerie 22 des frankophilen, aus der Emigration zurückgekehrten  Jean-Pierre Wilhelm wurden zu Keimzellen des deutschen Informel.
Auf der documenta II in Kassel im Jahr 1959, die Kunst nach 1945 thematisierte, nahmen alle international namhaften Vertreter des Informel und des Abstrakten Expressionismus teil.
Künstler des (deutschen) Informel von internationaler und kunsthistorischer Bedeutung sind Peter Brüning, Carl Buchheister, Emil Cimiotti, Karl Fred Dahmen, Hans Hartung, Gerhard Hoehme, Winfred Gaul, Bernard Schultze, Emil Schumacher, K. R. H. Sonderborg, Fred Thieler und Hann Trier.

### Informel in der Schweiz
Auch wenn Schweizer Künstlerinnen und Künstler der internationalen Kunstrichtungen Informel und des abstrakten Expressionismus seit sehr vielen Jahrzehnten in ihrem eigenen Land einen auffallend schweren Stand hatten und haben, so zeigte das Kunstmuseum Basel aus seinem eigenen Sammlungsbestand über den Jahreswechsel 2020/21 unter dem Titel «Grosse Gesten» zu diesem Thema eine umfangreiche Ausstellung. Aufgrund der damaligen vielfältigen Corona-Beschränkungen wurde die Ausstellung aber kaum rezipiert. Als Schweizer Künstler des Informel wurden in dieser Ausstellung unter anderem Rolf Iseli, Franz Fedier und Martin Disler dem Informel zugerechnet, während Josef Ebnöther «Informel [...] konsequent in eine andere individuelle Richtung weiter[entwickelte].»

## Künstlergruppen desInformel
- Quadriga, Frankfurt am Main
- ZEN 49, München
- Gruppe 53, Düsseldorf
- Junger Westen, Recklinghausen

## Erste deutsche Museumsausstellungen
- 1957:  Städtisches Museum Wiesbaden: couleur vivante – lebendige farbe, französische und deutsche maler (7. April bis 30. Juni 1957).
- 1957: Städtische Galerie im Lenbachpalais München: aktiv-abstrakt. Neue Malerei in Deutschland (11. Oktober bis 15. November 1957).
- 1957/58: Kunsthalle Mannheim: Eine neue Richtung in der Malerei (30. November 1957 bis 2. Januar 1958).
- 1959: Historisches Museum Frankfurt: Tachismus in Frankfurt: Quadriga 52. Kreutz, Götz, Greis, Schultze. (16. Oktober bis 7. November 1959).

## Repräsentative Retrospektiven
- 1996: Kunst des Westens. Deutsche Kunst 1945–1960. Kunstausstellung der Ruhrfestspiele Recklinghausen, Kunsthalle Recklinghausen, 5. Mai bis 14. Juli 1996.
- 1997/98: Kunst des Informel. Deutsche Malerei und Skulptur nach 1952. Museum am Ostwall, Dortmund / Kunsthalle in Emden / Neue Galerie der Stadt Linz.
- 1998/99: Brennpunkt Informel – Quellen, Strömungen, Reaktionen. Kurpfälzisches Museum und Heidelberger Kunstverein, Heidelberg.
- 2010: Le grand geste! Informel und abstrakter Expressionismus 1946–1964. Museum Kunstpalast, Düsseldorf, 10. April bis 1. August 2010
- 2010: Am Anfang war das Informel. Sonderschau auf der Art Cologne im April 2010[22]
- 2011: Formexperimente. Druckgrafische Folgen des Informel. Museum Folkwang, Essen, 16. April bis 3. Juli 2011
- 2017: Ersehnte Freiheit. Abstraktion in den 1950er Jahren. Museum Giersch, Frankfurt am Main: 19. März bis 9. Juli 2017[23]
- 2020: Grosse Gesten – Vier Jahrzehnte Schweizer Abstraktion. Kunstmuseum Basel, Basel, 16. Mai 2020 bis 24. Oktober 2021[21]
- 2024: InformElle. Künstlerinnen der 1950er/60er Jahre. Neue Galerie (Kassel), 11.10.2024 bis 26.1.2025

## Deutsche Galerien desInformel
- Zimmergalerie Franck, Frankfurt am Main
- Galerie Der Spiegel, Köln
- Galerie 22, Düsseldorf
- Galerie Schmela, Düsseldorf
- Galerie Intergroup, Duisburg
- Galerie Hans-Jürgen Niepel, Düsseldorf
- Galerie Maulberger, München
- Galerie Schlichtenmaier, Stuttgart
- Galerie Georg Nothelfer, Berlin
- Galerie Hennemann, Königswinter
- Galerie Boisserée, Köln
- Galerie Lauter, Mannheim
- Galerie van de Loo, München

## Künstler desInformel
- Max Ackermann (1887–1975)[24]
- Karel Appel (1921–2006)
- Armando (1929–2018)
- Kurt Bartel (1928–2023)
- Peter Brüning (1929–1970)
- Carl Buchheister (1890–1964)
- Rolf Cavael (1898–1979)
- Emil Cimiotti (1927–2019)
- Walter Cüppers (1925–2016)
- Karl Fred Dahmen (1917–1981)
- Günter Drebusch (1925–1998)
- Natalia Dumitresco (1915–1997)
- Fathwinter  (1906–1974)
(Künstlername für Franz Alfred Theophil Winter)
- Jean Fautrier (1898–1964)
- Gerson Fehrenbach (1932–2004)
- Albert Fürst (1920–2014)
- Winfred Gaul (1928–2003)
- Thomas Grochowiak (1914–2012)
- Karl Otto Götz (1914–2017)
- Otto Greis (1913–2001)
- Fritz Harnest (1905–1999)
- Hans Hartung (1904–1989)
- Gerhard Hoehme (1920–1989)
- Rolf Iseli (* 1934)
- Alexandre Istrati (1915–1991)
- Asger Jorn (1914–1973)
- Hans Kaiser (1914–1982)
- Reinhold Koehler (1919–1970)
- Heinz Kreutz (1923–2016)
- Maria Lassnig (1919–2014)
- Ger Lataster (1920–2012)
- Jupp Lückeroth (1919–1993)
- Georges Mathieu (1921–2012)
- Ludwig Merwart (1913–1979)
- Henri Michaux (1899–1984)
- Jean Miotte (1926–2016)
- Georges Noël (1924–2010)
- Alfred Pauletto (1927–1985)
- Hans Platschek (1923–2000)
- Markus Prachensky (1932–2011)
- Jean-Paul Riopelle (1923–2002)
- Antonio Saura (1930–1998)
- Friedrich Julius Scherff (1920–2012)
- Ruth Schmidt Stockhausen (1922–2014)
- Jan Schoonhoven (1914–1994)
- Hans-Jürgen Schlieker (1924–2004)
- Bernard Schultze (1915–2005)
- Emil Schumacher (1912–1999)
- Jaroslav Serpan (1922–1976)
- K. R. H. Sonderborg (1923–2008)
- Pierre Soulages (1919–2022)
- Hans Staudacher (1923–2021)
- Nicolas de Staël (1914–1955)
- Antoni Tàpies (1923–2012)
- Fred Thieler (1916–1999)
- Will Torger (1910–1984)
- Hann Trier (1915–1999)
- Emilio Vedova (1919–2006)
- Hans Werdehausen (1910–1977)
- Paul Werth (1912–1977)
- Friederich Werthmann (1927–2018)
- Wilhelm Wessel (1904–1971)
- Peppino Wieternik (1919–1979)
- Hans Winkler (1919–2000)
- Wols (1913–1951)
- Zao Wou-Ki (1920–2013)